# Левин, Густав
Тор Густав Эббе Левин (швед. Tor Gustav Ebbe Levin; род. 10 сентября 1952 года, Сигтуна, Стокгольм, Швеция) — шведский актёр театра и кино.
Поступил на педагогический факультет в Гётеборгский университет. Однако затем он передумал и решил стать актёром. Учился с 1973—1976 годы в театральной школе в Стокгольме. Играл в театре в городе Лулео. С 1991 года Левин играет в Городском театре в Уппсале.
В период с 80-х по 90-е годы Густав Левин жил с актрисой Хариет Нордлунд (род. в 1954 году). От неё у актёра есть две дочери, которые родились в 1982 и 1985 годах соответственно. Густав Левин живёт с Биргиттой Нолин (род. в 1965 году), которая тоже работает в Городском театре в Уппсале.

## Избранная фильмография
| Год  |   | Русское название                | Оригинальное название           | Роль               |
| ---- | - | ------------------------------- | ------------------------------- | ------------------ |
| 1984 | с |                                 | Träpatronerna                   | Алексис            |
| 1994 | ф | Умеешь ли ты свистеть, Йоханна? | Kan du vissla Johanna?          | священник          |
| 1996 | ф | Рождественская оратория         | Juloratoriet                    | Сталберг           |
| 1997 | ф | Подноготная                     | Under ytan                      | дядя Сандры        |
| 1998 | ф | Гамильтон                       | Hamilton                        | офицер             |
| 2000 | с | Юдифь                           | Judith                          | судья              |
| 2001 | с | Женщина с родимым пятном        | Kvinna med födelsemärke         | Карл Иннингс       |
| 2003 | ф | Миффо                           | Miffo                           | Эрик, отец Тобиаса |
| 2006 | ф | Раз в две недели                | Varannan vecka                  | терапевт           |
| 2007 | с | Комиссар Мартин Бек             | Beck                            | Густав Лундмарк    |
| 2012 | ф | Всё включено: Каникулы в Греции | Sune i Grekland - All Inclusive | Ральф              |
| 2012 | ф | Прайм-тайм                      | Prime Time                      | Гуннар Антонссон   |
| 2012 | ф | Кокпит                          | Cockpit                         | Питер              |
| 2012 | ф | Гипнотизер                      | Hypnotisören                    | Карлос             |
| 2015 | ф | Прекрасное ужасное Рождество    | En underbar jävla jul           | Хокан              |